# Дитрих фон Линден
Дитрих/Дирк фон Линден (на немски: Dietrich von Lynden; на френски: Thierry de Lynden; на нидерландски: Dirk van Lynden; † 5 април 1560) е благородник от род „ван Линден“ от Линден в Херцогство Гелдерн в Нидерландия.

## Биография
През 16 век Дитрих фон Линден отива в двора на княжеския епископ на Лиеж Ерхард фон Марк, жени се за неговата племенница Катарина, по-късно продава собственостите си в Нидерландия и купува имоти в княжеското епископство. Той служи на епископите като домашен дворцов-майстер и таен съветник.
Потомците му стават барони и графове в Нидерландия и Белгия.

## Фамилия
Първи брак: с Катерина де ла Марк († пр. 1532), извънбрачна дъщеря на граф Еберхард IV фон Марк-Аренберг († 1531), бургграф на Брюксел. Те имат децата:
- Йохан фон Линден
- Роберт фон Линден
- Катарина фон Линден, омъжена за Йохан фон Гойговен

Втори брак: с Мария фон Елдерен. Те имат седем деца:
- Георг фон Линден вицеграф на Дормаел, женен за Мари фон Хеемсдийк; имат осем деца
- Роберт фон Линден († 1610), офицер, женен за Мари фон Ингениьолант; имат три деца
- Конрад фон Линден
- Дитрих фон Линден
- Гаспар фон Линден, женен за рауграфиня Матилда фон Залм
- Херман фон Линден, господар на Рекхайм († ок. 1603), женен за Мари де Ландрис ет де Халмале; имат четири деца
- Анна фон Линден, омъжена за Николаус фон Блитерсвийк

## Галерия
- Дворец тер Леде в Линден
- Дворец Рекем/Рекхайм, 1626
- Дворец Аспремонт-Линден в Рекем днес